# 내가 매일 기쁘게 (대구)
이현정의 내가 매일 기쁘게는 대한민국의 방송국 대구CBS의 라디오 채널 대구CBS 음악FM과 광주CBS 음악FM에서 매일 새벽 4시부터 오전 6시까지 방송한 찬양 음악전문 라디오 프로그램이다.

## 역대 방송시간
| 방송 채널      | 방송 기간                         | 방송 시간                  | 방송 분량 |
| -------------- | --------------------------------- | -------------------------- | --------- |
| 대구CBS 음악FM | 2019년 3월 4일 ~ 2020년 3월 22일  | 매일 오전 5:00 ~ 오전 6:00 | 1시간     |
| 대구CBS 음악FM | 2020년 7월 1일 ~ 2023년 11월 5일  | 매일 오전 5:00 ~ 오전 6:00 | 1시간     |
| 대구CBS 음악FM | 2020년 3월 23일 ~ 2020년 6월 30일 | 매일 오전 4:00 ~ 오전 6:00 | 2시간     |
| 대구CBS 음악FM | 2023년 11월 6일 ~ 현재            | 매일 오전 4:00 ~ 오전 6:00 | 2시간     |
| 광주CBS 음악FM | 2024년 일자 미상 ~ 현재           | 매일 오전 4:00 ~ 오전 6:00 | 2시간     |

## 역대 DJ
- 1대 : 이현정 아나운서
- 2대 : 지영애 아나운서
- 3대 : 박준상 아나운서
- 4대 : 임일혁 간사
- 5대 : 김나영 아나운서
- 6대 : 임일혁 간사 (2기)
- 7대 : 이현정 아나운서 (2기) (현재)

## 같이 보기
- 대구CBS
- 광주CBS